# 강화 서도 중앙교회
강화 서도 중앙교회(江華 西島 中央敎會)는 인천광역시 강화군 서도면 주문도리에 있는 일제강점기의 교회이다. 1997년 7월 14일 인천광역시의 문화재자료 제14호로 지정되었다.

## 개요
강화 서도 중앙교회 건물은 1923년 교인들의 헌금으로 지은 한옥 예배당이다. 1902년 감리교 전도사 윤정일이 복음을 전도하기 위해 이곳 주문도리에 들어왔고, 1905년에는 교회와 신도가 마음을 모아 영생학교를 설립하여 민족의식을 고취시켰으며, 1923년 교인들의 헌금으로 이 교회를 새로 지었다. 1978년 주문교회에서 서도 중앙교회로 이름을 바꾸어 오늘에 이르고 있다. 지붕은 옆에서 볼 때 여덟 팔(八)자 모양의 팔작지붕이며, 홑처마집이다. 건물 안은 중세 전기의 서양교회 양식을 하고 있으나 매우 단순하여, 예배실로 쓰이는 좁은 신랑(身廊)과 측랑(側廊), 중앙의 강단으로 구성되어 있다. 우리 전통 목조건물의 가구형식을 바탕으로 서양교회를 지었다는데 큰 의미를 지닌다.